# Marigny-Saint-Marcel
Pour les articles homonymes, voir Marigny et Saint-Marcel.
Marigny-Saint-Marcel est une commune française située dans le département de la Haute-Savoie, en région Auvergne-Rhône-Alpes. Elle fait partie du canton de Rumilly dans l'Albanais.

## Géographie
La commune de Marigny-Saint-Marcel s'étend sur une surface de 7,35 km2 sur les contreforts des Alpes, entre le massif des Bauges et le bassin de Rumilly, à une altitude comprise entre 340 m et 504 m. Marigny-Saint-Marcel est située à mi-chemin entre les lacs d'Annecy et du Bourget.
Elle est limitrophe des communes de Boussy au nord, Rumilly au nord-ouest, Bloye à l'ouest, Saint-Félix au sud, Alby-sur-Chéran à l'est et Saint-Sylvestre au nord-est.
La rivière du Chéran forme la limite nord et nord-ouest de la commune et s'écoule depuis Alby-sur-Chéran en direction de Rumilly pour se jeter dans le Fier. Le ruisseau du Nant Boré traverse la commune dans la même trajectoire.
La commune comporte autour du chef-lieu plusieurs villages ou hameaux dont :
- Chez Cochet ;
- Chez Vidal ;
- Hauterive ;
- la Grelaz ;
- le Villet ;
- les Echottiers ;
- les Vignes Rousses ;
- Saint-Marcel ;
- Vaudry ;
- Vieux Marigny ;
- Vons.

## Urbanisme

### Typologie
Au 1er janvier 2024, Marigny-Saint-Marcel est catégorisée commune rurale à habitat dispersé, selon la nouvelle grille communale de densité à sept niveaux définie par l'Insee en 2022.
Elle est située hors unité urbaine. Par ailleurs la commune fait partie de l'aire d'attraction d'Annecy, dont elle est une commune de la couronne,. Cette aire, qui regroupe 79 communes, est catégorisée dans les aires de 200 000 à moins de 700 000 habitants,.

### Occupation des sols
L'occupation des sols de la commune, telle qu'elle ressort de la base de données européenne d’occupation biophysique des sols Corine Land Cover (CLC), est marquée par l'importance des territoires agricoles (79,6 % en 2018), en diminution par rapport à 1990 (82,8 %). La répartition détaillée en 2018 est la suivante : 
terres arables (30,2 %), zones agricoles hétérogènes (25,8 %), prairies (23,5 %), zones humides intérieures (8,3 %), forêts (7,5 %), zones industrielles ou commerciales et réseaux de communication (4,3 %), espaces verts artificialisés, non agricoles (0,4 %).
L'IGN met par ailleurs à disposition un outil en ligne permettant de comparer l’évolution dans le temps de l’occupation des sols de la commune (ou de territoires à des échelles différentes). Plusieurs époques sont accessibles sous forme de cartes ou photos aériennes : la carte de Cassini (XVIIIe siècle), la carte d'état-major (1820-1866) et la période actuelle (1950 à aujourd'hui).

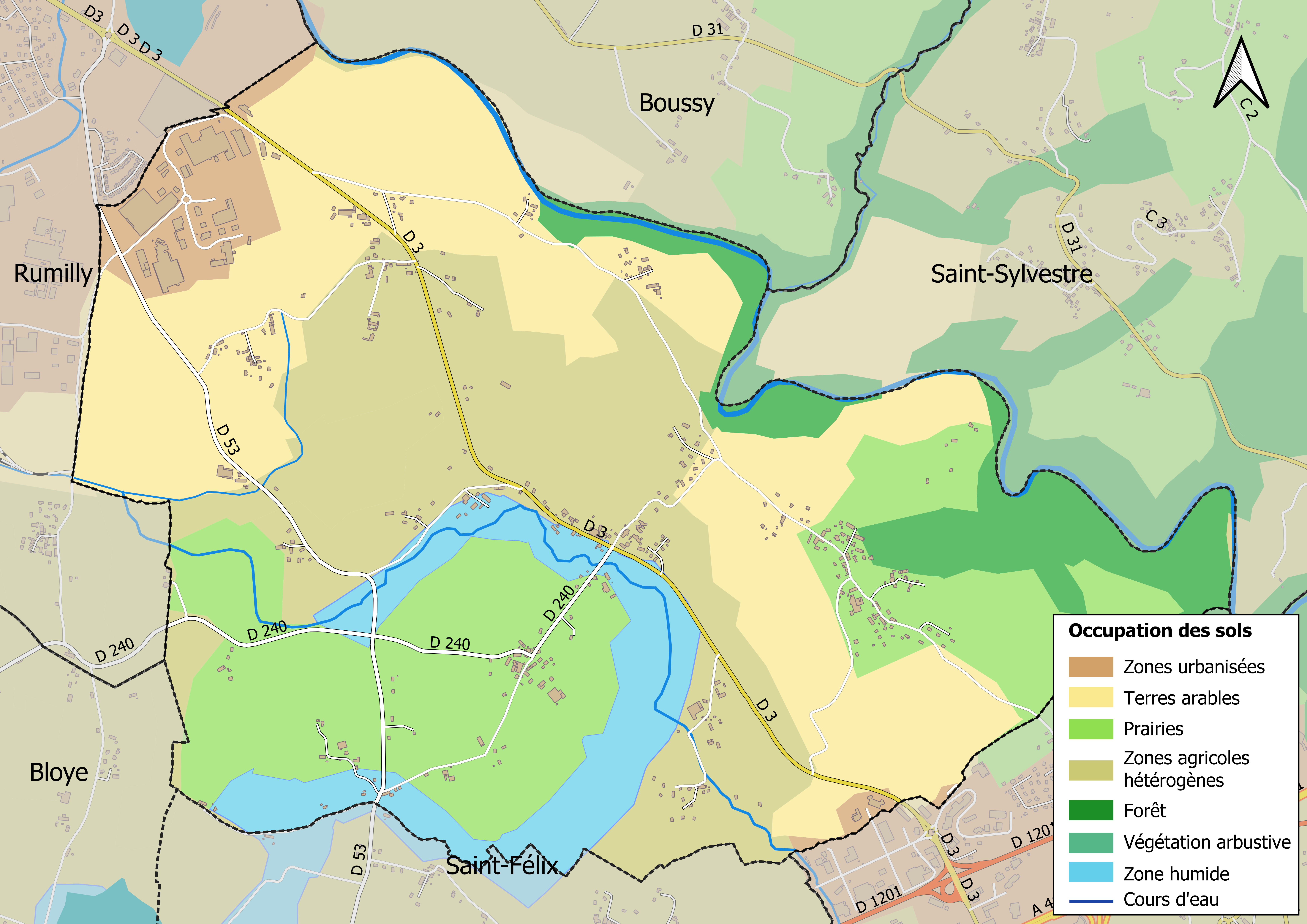
Carte des infrastructures et de l'occupation des sols en 2018 (CLC) de la commune.
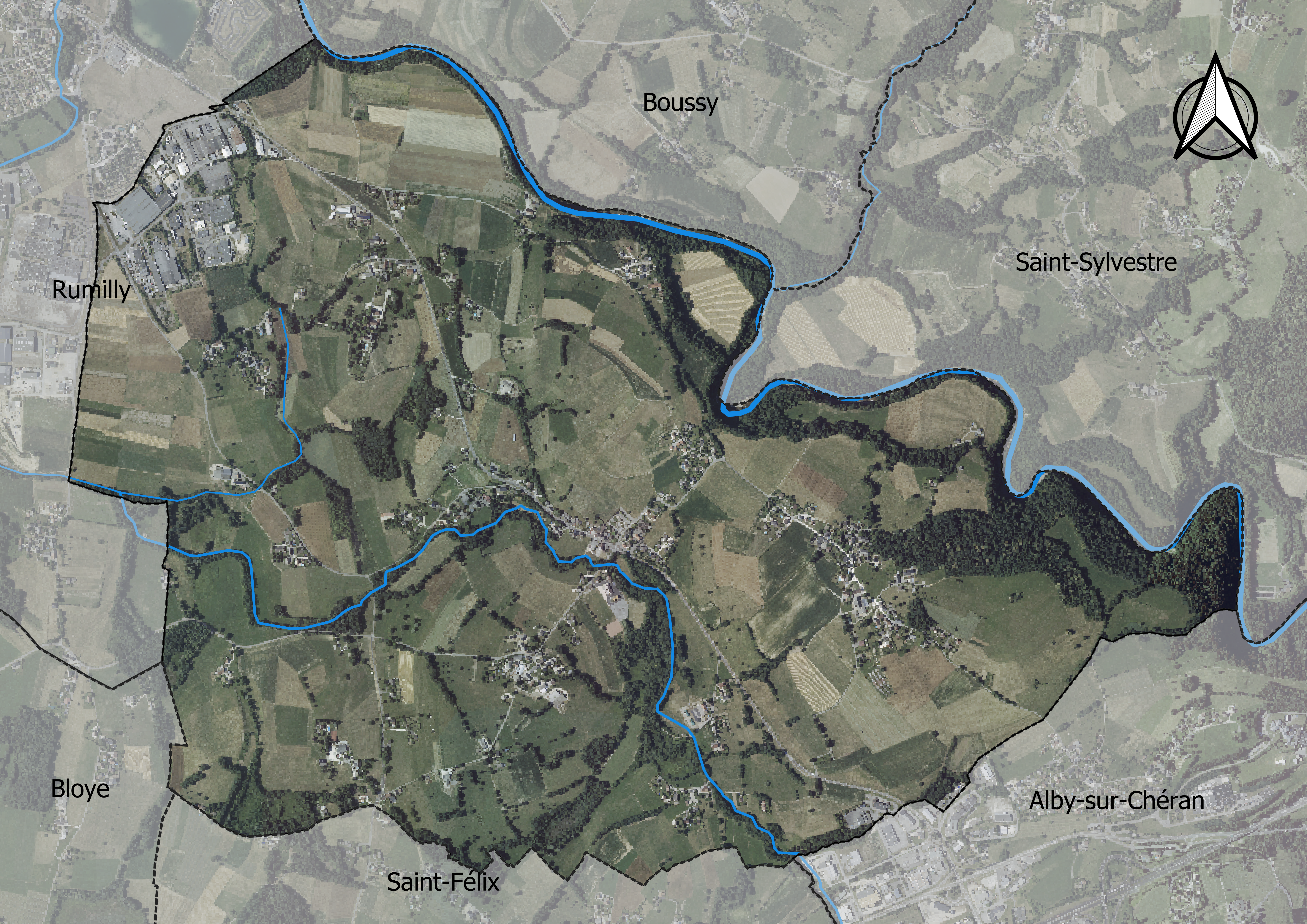
Carte orthophotogrammétrique de la commune.

## Toponymie
Marigny-Saint-Marcel est un toponyme composé des noms de deux anciennes communes. La nouvelle commune est créée le 15 octobre 1844.
Marigny est mentionné anciennement sous les formes Marignier et Marignier au XIIIe siècle, puis Cura de Marrignie au XIVe siècle. Le toponyme dériverait d'un nom gallo-roman Marinius ou du cognomen Marinus. Saint-Marcel est mentionné au milieu du XIIIe siècle sous la forme So Marcello et fait référence très probablement à Marcel de Chalon († 177 ou 179), un prêtre originaire de Lyon, martyr et mort à Chalon.
En francoprovençal, le nom de la commune s'écrit Marnyi (graphie de Conflans) ou Maregni (ORB).

## Histoire
Le territoire de Marigny-Saint-Marcel était déjà peuplé au cours de la période romaine. Des restes de thermes, des inscriptions et des monnaies romaines ont été retrouvés.

Au début du XVe siècle, sont mentionnées deux paroisses : Marigny et Saint-Marcel, qui seront fusionnées le 15 octobre 1844 pour former la commune actuelle de Marigny-Saint-Marcel. L'église bâtie à cette occasion, comporte enchâssées dans ses murs des tables de calcaires ornées d'inscriptions romaines.

## Politique et administration

### Les maires
| Période                                  | Période  | Identité     | Étiquette | Qualité |
| ---------------------------------------- | -------- | ------------ | --------- | ------- |
| mars 2014                                | En cours | Henri Besson | ...       | ...     |
| Les données manquantes sont à compléter. |          |              |           |         |

Elle fait partie de la communauté de communes Rumilly Terre de Savoie.

### Jumelages
Marigny-Saint-Marcel est jumelée avec Sindeldorf (Allemagne). Ce jumelage d'amitié a été initié en 1959 par le curé Jean du Noyer de Lescheraines et Willy Humm, prisonnier de guerre ayant travaillé dans la ferme de Léon Thomé à Saint-Marcel en 1946.
Les échanges perdurent tous les deux ans, et de nombreux habitants participent à ces grands moments de fraternité.
Ce « jumelage de cœur », comme le revendiquent les deux communes, est un véritable lien entre les familles allemandes et françaises, qui correspondent depuis plus de 60 ans.

## Population et société
Ses habitants sont appelés les Marigniens.

### Démographie
L'évolution du nombre d'habitants est connue à travers les recensements de la population effectués dans la commune depuis 1793. Pour les communes de moins de 10 000 habitants, une enquête de recensement portant sur toute la population est réalisée tous les cinq ans, les populations de référence des années intermédiaires étant quant à elles estimées par interpolation ou extrapolation. Pour la commune, le premier recensement exhaustif entrant dans le cadre du nouveau dispositif a été réalisé en 2006.

En 2022, la commune comptait 701 habitants, en évolution de +2,34 % par rapport à 2016 (Haute-Savoie : +6,01 %, France hors Mayotte : +2,11 %).
| 1793 | 1800 | 1806 | 1822 | 1838 | 1848 | 1858 | 1861 | 1866 |
| ---- | ---- | ---- | ---- | ---- | ---- | ---- | ---- | ---- |
| 359  | 312  | 356  | 450  | 496  | 679  | 576  | 618  | 621  |

| 1872 | 1876 | 1881 | 1886 | 1891 | 1896 | 1901 | 1906 | 1911 |
| ---- | ---- | ---- | ---- | ---- | ---- | ---- | ---- | ---- |
| 572  | 576  | 589  | 577  | 559  | 522  | 483  | 485  | 467  |

| 1921 | 1926 | 1931 | 1936 | 1946 | 1954 | 1962 | 1968 | 1975 |
| ---- | ---- | ---- | ---- | ---- | ---- | ---- | ---- | ---- |
| 410  | 394  | 369  | 381  | 400  | 427  | 379  | 365  | 426  |

| 1982 | 1990 | 1999 | 2006 | 2011 | 2016 | 2021 | 2022 | - |
| ---- | ---- | ---- | ---- | ---- | ---- | ---- | ---- | - |
| 507  | 581  | 629  | 621  | 657  | 685  | 698  | 701  | - |

### Sports
Marigny-Saint-Marcel dispose d'un club de football, le FCM Football Club de Marigny. La commune dispose également d'un club de ping-pong.

### Évènements
Chaque année sont organisées dans la commune de nombreuses manifestations. 12 associations se partagent le calendrier pour offrir aux habitants des moments de loisirs variés.
La liste des associations est disponible sur le site officiel de la commune.

### Médias

#### Radios et télévisions
La commune est couverte par des antennes locales de radios dont France Bleu Pays de Savoie, ODS radio, Radio Semnoz… Enfin, la chaîne de télévision locale TV8 Mont-Blanc diffuse des émissions sur les pays de Savoie. Régulièrement l'émission La Place du village expose la vie locale. France 3 et sa station régionale France 3 Alpes, peuvent parfois relater les faits de vie de la commune.

#### Presse et magazines
La presse écrite locale est représentée par des titres comme Le Dauphiné libéré (édition Annecy-Rumilly-Les Aravis) L'Essor savoyard, Le Messager - édition Genevois, le Courrier savoyard.

## Culture locale et patrimoine

### Lieux et monuments

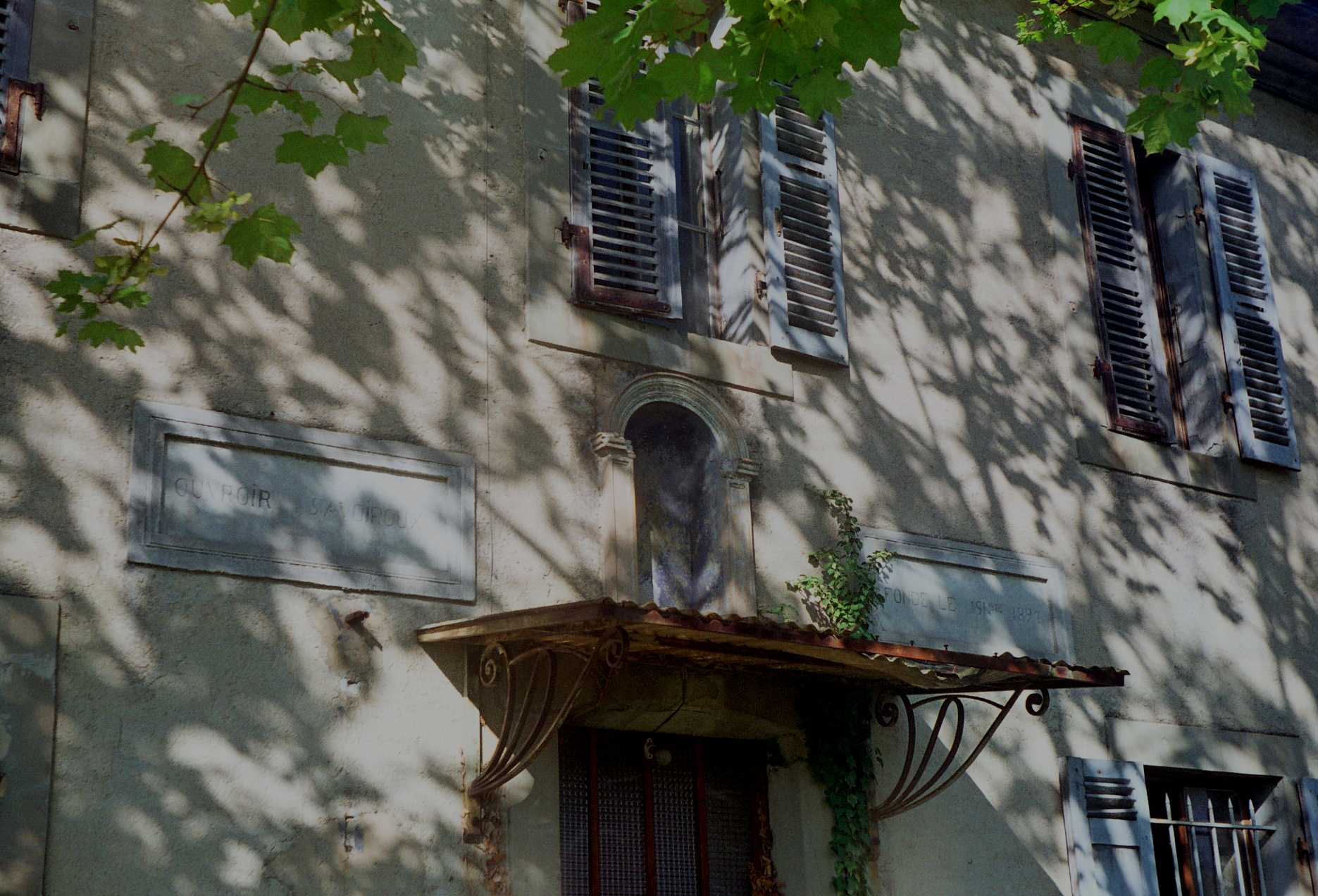
Façade de l'Ouvroir Savoiroux

La commune possède un patrimoine bâti :
- le château de Saint-Marcel, maison forte installée sur une petite élévation dominant Rumilly[14], remaniée au XVIIe siècle, tours carrées (1726), galerie.
- la maison forte de Bel-Air : tour ronde, meurtrières, épis de faîtage ; cheminée sculptée du XVe siècle dans la grange.
- la maison forte de Vons : toit à quatre pans, tour carrée en façade, échauguette d'angle[15], escalier à vis, salle avec plafonds à poutrelles cannelées et cheminée Louis XIV.

### Personnalités liées à la commune
- Claude-Humbert de Rolland (1708-1770), archevêque de Tarentaise.

### Héraldique
| Armes de Marigny-Saint-Marcel | Les armes de Marigny-Saint-Marcel se blasonnent ainsi : Tranché d'azur à l'épée d'argent, et d'or au lion de sable, armé et lampassé de gueules. Il est composé des armes de la famille de Rolland, seigneurs de Marigny, et celles de la famille de Charansonnay, seigneurs de Saint-Marcel. |